# Más allá del cielo (película)
Más allá del cielo (Beyond the Sky en versión original) es una película de ciencia ficción estadounidense de 2018 escrita y dirigida por Fulvio Sestito en su debut como director. La película está protagonizada por Ryan Carnes, Jordan Hinson, Claude Duhamel, Martin Sensmeier, Don Stark, Peter Stormare y Dee Wallace. Fue adquirida por RLJE Films en 2018 y se estrenó el 21 de septiembre de 2018. El título provisional era FMS-False Memory Syndrome.

## Argumento
La película sigue a un realizador de documentales y su equipo mientras buscan exponer las mentiras de los abducidos por extraterrestres y su encuentro con una joven cuyo oscuro secreto los lleva a descubrir una verdad inquietante.

## Reparto
- Ryan Carnes como Chris Norton.
- Jordan Hinson como Emily Reed.
- Claude Duhamel como Brent.
- Martin Sensmeier como Kyle Blackburn.
- Don Stark como Bill Johnson.
- Peter Stormare como Peter Norton.
- Dee Wallace como Lucille.

## Producción y lanzamiento
Más allá del cielo es el primer largometraje de Sestito. El rodaje se completó en Los Ángeles, California y varias localizaciones de Arizona y Nuevo México.